# 桜島小池町
桜島小池町（さくらじまこいけちょう）は、鹿児島県鹿児島市の町。旧大隅国大隅郡桜島郷小池村、鹿児島郡西桜島村大字小池、鹿児島郡桜島町大字小池。郵便番号は891-1418。人口は368人、世帯数は186世帯（2020年4月1日現在）。
活火山である桜島の西部に位置しており、町域の東部にある「湯之平展望所」は桜島の山頂付近において一般人が立ち入ることが出来る最高地点（標高：373メートル）であり、桜島や鹿児島湾や鹿児島市街地などが展望できる景勝地となっている。

## 地理

大正溶岩の末端部に中心部がある

桜島の西部に位置している。町域の北方から東方にかけて桜島赤生原町、南方は桜島横山町、桜島赤水町、野尻町に接し、西方は鹿児島湾に面している。
西部の海岸沿いには鹿児島市立桜洲小学校があり、付近に大正大噴火の際に流出した大正溶岩の末端部に位置する。小池から桜島白浜町に至る海岸は急傾斜の砂礫から構成される海岸となっている。町域北端には湯之平・引之平へ通じる登山道があり、海岸沿いを鹿児島県道26号桜島港黒神線が通っている。
町域の東部、桜島の西麓には湯之平展望所があり、災害対策基本法の規定により一般人の立ち入りが禁じられている警戒区域に指定されている桜島山頂付近において一般人が立ち入りできる最も最高地点（標高：373メートル）となっている。

### 自然公園・自然保護地区
桜島小池町の全域が国立公園である霧島錦江湾国立公園の区域に指定されており、特別区域特別保護地区（桜島西溶岩原・桜島山頂）・第1種特別地域（桜島西溶岩原・桜島北及び東斜面・袴腰）・第3種特別地域（桜島北及び東麓）普通地域から構成される。

### 山岳
- 湯之平（標高：373.8 メートル）

## 歴史

### 先史時代
小池では弥生土器が出土されており、古式の壺が発見されているが、「桜島町郷土誌」によればどの形式にあたるかどうかの調査は行われていないとされている。

### 小池の成立から町村制施行まで
小池という地名は江戸時代より見え、大隅国大隅郡桜島郷（外城）のうちであった。村高は「旧高旧領取調帳」では203石余であった。寛文4年（1664年）の「郡村高辻帳」には記載がなく、測量家である伊能忠敬は文政7年（1824年）には小池は横山村（現在の桜島横山町）のうちであったと記録している。「三国名勝図会」にも「小池は横山村の内」と記されている。
安永9年（1780年）に発生した桜島の安永大噴火では噴火が始まると同時に海底噴火が発生し、約6m程度の津波が発生した。天明元年（1781年）に発生した噴火においても大きな津波が10回ほど海岸を襲い大きな被害を被った。
嘉永3年（1850年）7月2日に鹿児島湾において薩摩藩とグレートブリテン及びアイルランド連合王国（イギリス）との間で勃発した薩英戦争の際にはイギリス艦隊が小池村・横山村の沖に停泊し、郷士らは戦闘配備についた。

### 町村制施行以後

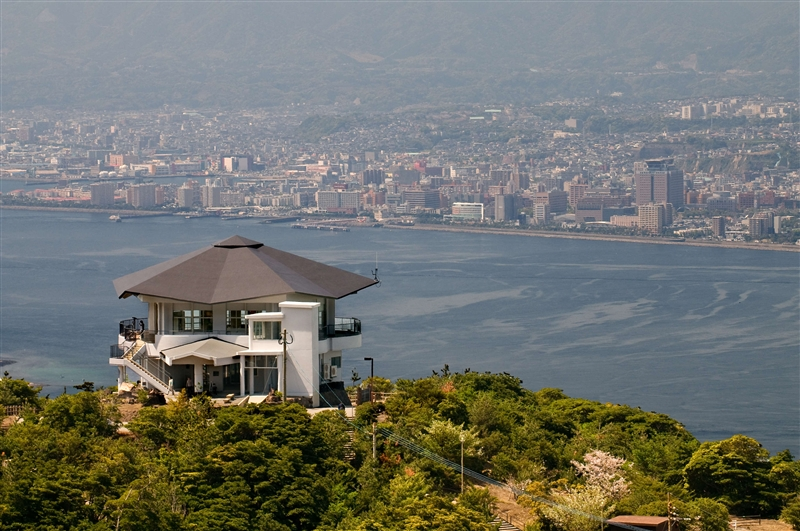
湯之平に設置された湯之平展望所。桜島だけではなく鹿児島市街も一望できる。

1889年（明治22年）4月1日に町村制が施行されたのに伴い、桜島の西半分にあたる横山村、赤水村、小池村、赤生原村、武村、藤野村、西道村、松浦村、二俣村、白浜村の区域より北大隅郡西桜島村が成立した。それに伴いそれまでの小池村は西桜島村の大字「小池」となった。
1914年（大正3年）1月12日に桜島の爆発が発生し、噴煙は高さ約1万メートルに及んだ（大正大噴火）。爆発当時の小池の人口は1,445人、戸数は119戸であった。爆発発生直後の12日の午前8時に横山巡査派出所から救助船派遣の要請が行われ、横山の住民と共に小池村の住民全員が鹿児島警察署や対岸の鹿児島市や西桜島村が所属する鹿児島郡によって徴発された救助船によって鹿児島市へ避難した。
小池においては82町歩余りが埋没し、集落にあった222戸は焼失又は埋没したことにより大部分が全滅した。また、大正大噴火まで大字横山（現在の桜島横山町）にあった桜洲小学校（現在の鹿児島市立桜洲小学校）は溶岩に埋没したが、鹿児島市などに避難していた住民が戻ってきたのち、翌年の1915年（大正4年）に現在地である大字小池に応急の校舎が建設された。
住民の一部は桜島から移住し、種子島の北種子村中割（現在の西之表市）に30戸、垂水の大野原地区（現在の垂水市）に1戸が移住し、朝鮮半島の全羅北道（現在の大韓民国）に24名が移住を希望した。
第二次世界大戦中の1945年（昭和20年）3月18日には小池海岸に停泊中の日本軍の貨物船がアメリカ軍の爆撃を受け沈没し、乗組員が死傷した。また、その他にもバラスを小池海岸で収集していた女子小学生3名が機銃掃射を受け死亡した。
1973年（昭和48年）5月1日には西桜島村が町制施行し桜島町となった。また1973年（昭和48年）度から1974年（昭和49年）度にかけて赤生原避難港が小池に整備され、1975年（昭和50年）度には小池避難舎が整備された。1994年（平成6年）3月には桜島の四合目に位置する湯之平に展望所及び火山災害時の避難施設の機能を持った湯之平展望所（湯之平避難休憩施設）が完成した。
2004年（平成16年）11月1日に桜島町が鹿児島郡吉田町、日置郡松元町、郡山町、揖宿郡喜入町と共に鹿児島市に編入された。合併に際して設置された法定合併協議会である鹿児島地区合併協議会における協議によって、桜島町の区域の大字については「字の区域を廃止し、当該廃止された字の区域に相当する区域により新たに町の区域を設定し、その名称については表示案に基づき、各町の意向を尊重し合併までに調整するものとする」と協定された。
前述の協定に基づいて、合併前の10月26日に鹿児島県の告示である「 町の区域の設定及び字の廃止」が鹿児島県公報に掲載された。この告示の規定に基づき、それまでの大字小池は廃止され、大字小池の全域を以て新たに鹿児島市の町「桜島小池町」が設置された。

## 人口
以下の表は国勢調査による小地域集計が開始された1995年以降の人口の推移である。
| 年                 | 人口 |
| ------------------ | ---- |
| 1995年（平成7年）  | 581  |
| 2000年（平成12年） | 501  |
| 2005年（平成17年） | 461  |
| 2010年（平成22年） | 430  |
| 2015年（平成27年） | 387  |

## 文化財

### 市指定
- 小池島廻り踊り（無形民俗文化財（民俗芸能））[43]

## 施設

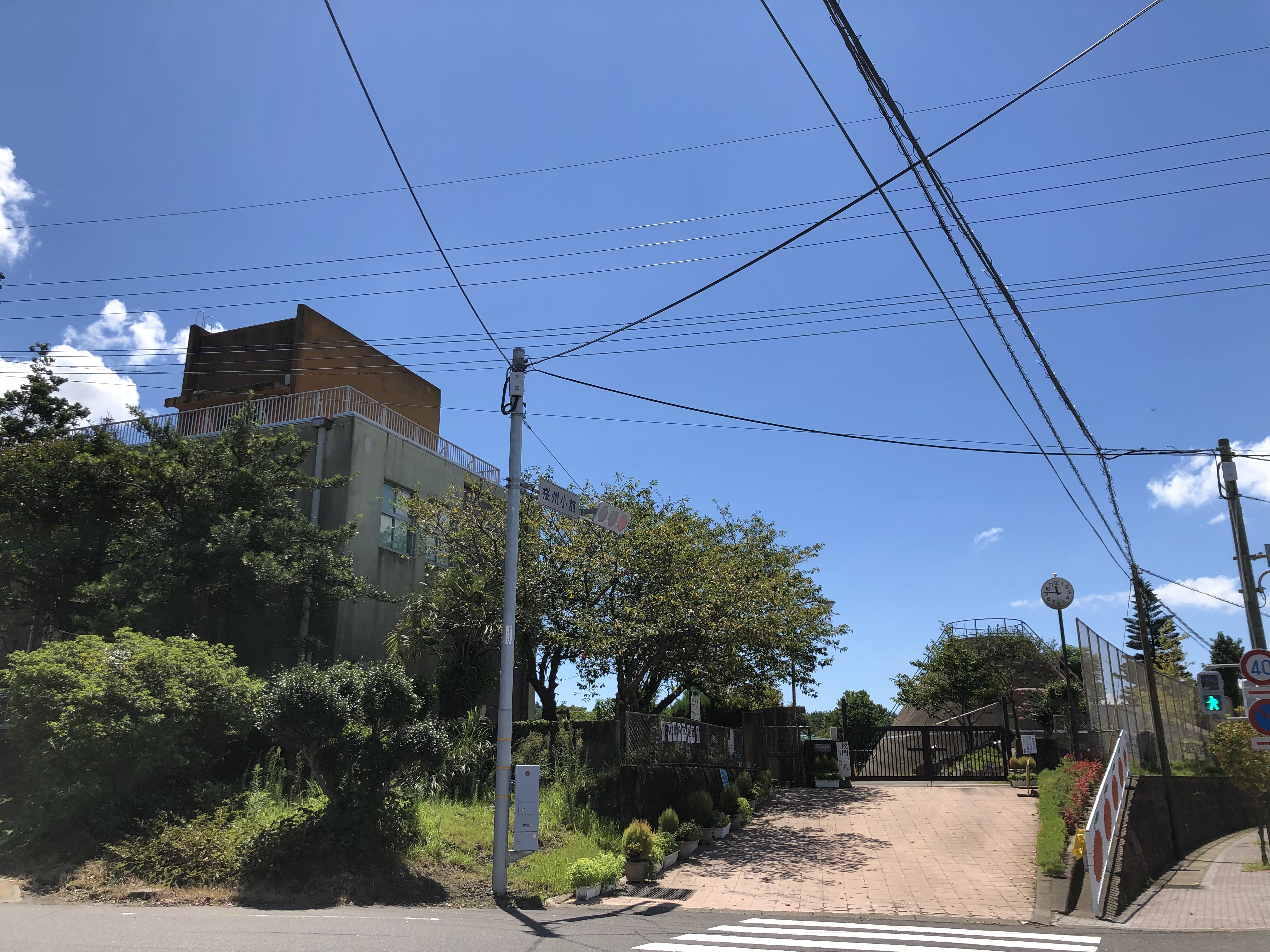
鹿児島市立桜洲小学校

### 公共
- 湯之平展望所[9]

### 教育
- 鹿児島市立桜洲小学校[44]

### 寺社
- 小鳥神社（旧社格：村社）[45]
- 如光院

## 教育

### 小・中学校の学区
市立小・中学校の学区（校区）は以下の通りである。
| 町丁       | 番・番地 | 小学校               | 中学校               |
| ---------- | -------- | -------------------- | -------------------- |
| 桜島小池町 | 全域     | 鹿児島市立桜洲小学校 | 鹿児島市立桜島中学校 |

## 交通

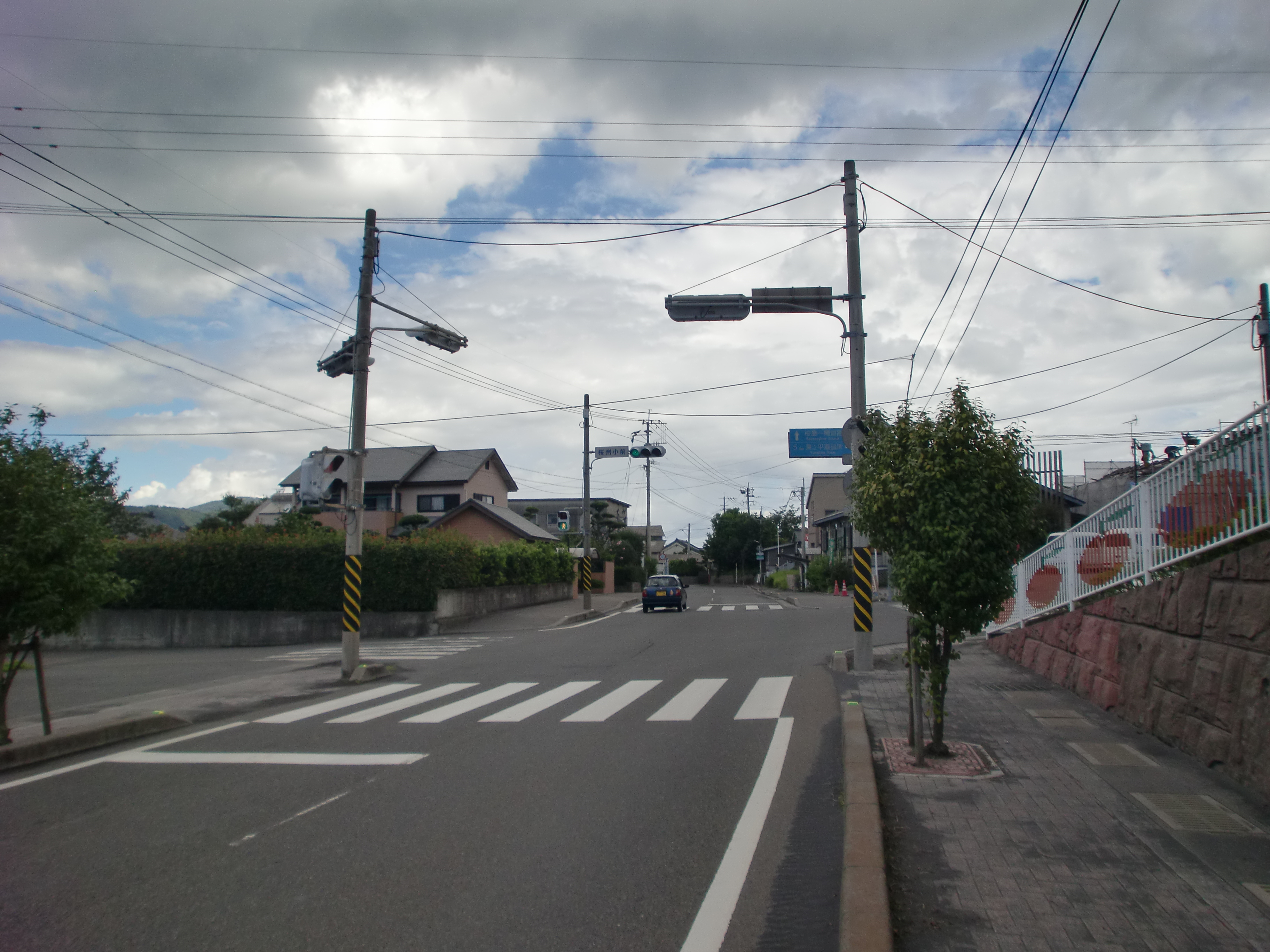
桜洲小前交差点

### 道路
主要地方道
- 鹿児島県道26号桜島港黒神線

### 路線バス
- 鹿児島市交通局
  - （サクラジマアイランドビュー[47]）- 桜洲小学校前 -
  - （60番 桜島線[48]） - 方崎 - 小池 -

### 港湾
- 桜島港[49]
  - 赤生原地区（避難港（20番）[50]）[51]